# Мексиканская бычья акула
Мексиканская бычья акула (лат. Heterodontus mexicanus) — вид хрящевых рыб рода бычьих акул семейства разнозубых акул. Обитает в восточной части Тихого океана. Встречается от берега до глубины 50 м. Размножается, откладывая яйца, заключённые в яйцевые капсулы. Максимальная зафиксированная длина 70 см. Не является объектом коммерческого промысла.

## Таксономия
Впервые вид научно описан в 1972 году. Голотип представляет собой самку длиной 61 см, пойманную в 1970 году в Калифорнийском заливе, недалеко от Серро Колорадо на глубине 18—24,5 м.

## Ареал
Мексиканские бычьи акулы обитают в восточной части Тихого океана вдоль побережья от Мексики до Колумбии, а также, вероятно у берегов Эквадора и Перу. Эти акулы распространены в Байя Магдалена и в верхней части Калифорнийского залива. Они встречаются на континентальном шельфе от литорали до глубины 50 м, предпочитают держаться на рифах или на песчаном дне. Мексиканские бычьи акулы имеют общий ареал с калифорнийскими бычьими акулами, с которыми их часто путают.

## Описание
У мексиканских бычьих акул довольно крупная голова с тупым и коротким рылом. Имеются невысокие надглазничные выступы. Ноздри обрамлены на входящие и выходящие отверстия длинными кожными лоскутами. Передние зубы небольшие и заострённые (хватающие). Каждый из них оканчивается центральной вершиной, с каждой стороны от которой есть небольшие боковые зубчики. Боковые и задние зубы крупнее, продольно вытянуты, тупые и широкие (дробящие).
Тело имеет форму цилиндра. Грудные плавники крупные и закруглённые. Спинные плавники небольшие. Первый спинной плавник немного крупнее второго. Его основание начинается над серединой основания грудных плавников. У основания обоих спинных плавников имеется вертикальный шип. Основание второго спинного плавника находится между основаниями брюшных и грудных плавников. Основание анального плавника расположено позади основания второго спинного плавника. У края верхней лопасти хвостового плавника имеется вентральная выемка. Окраска светлого серого или коричневого цвета, по основному фону разбросаны тёмные пятна размером с половину диаметра глаза. Максимальная зафиксированная длина около 70 см.

## Биология
Мексиканские бычьи акулы размножаются, откладывая яйца, заключённые в яйцевые капсулы. Самцы достигают половой зрелости при длине от 40 до 50 см. Длина новорожденных составляет приблизительно 14 см. Рацион этих акул в основном состоит из крабов и небольших костистых рыб.

## Взаимодействие с человеком
Эти акулы не представляют опасности для человека. Они не являются объектом промышленной добычи. Иногда в качестве прилова попадают в креветочные тралы и жаберные сети. На севере Калифорнийского залива у берегов Соноры мексиканские бычьи акулы составляют до 1,53 % от улова акул, добываемого кустарным способом. Пойманных акул выбрасывают, либо используют в пищу или перерабатывают на костную муку. Эти акулы выносливы и часто выживают, будучи отпущенными на волю. Данных для оценки статуса сохранности вида недостаточно.